# L'Amour au temps de la guerre civile
L'Amour au temps de la guerre civile (no Brasil, O Amor em Tempos de Guerra Civil) é um filme de drama canadense de 2014 dirigido e escrito por Rodrigue Jean. Estrelado por Alexandre Landry, estreou no Festival Internacional de Cinema de Toronto em 7 de setembro de 2014.

## Elenco
- Ana Christina Alva
- Catherine-Audrey Lachapelle
- Alexandre Landry
- Jean-Simon Leduc - Bruno
- Éric Robidoux